# Església de Jesucrist dels Sants dels Darrers Dies de Perpinyà

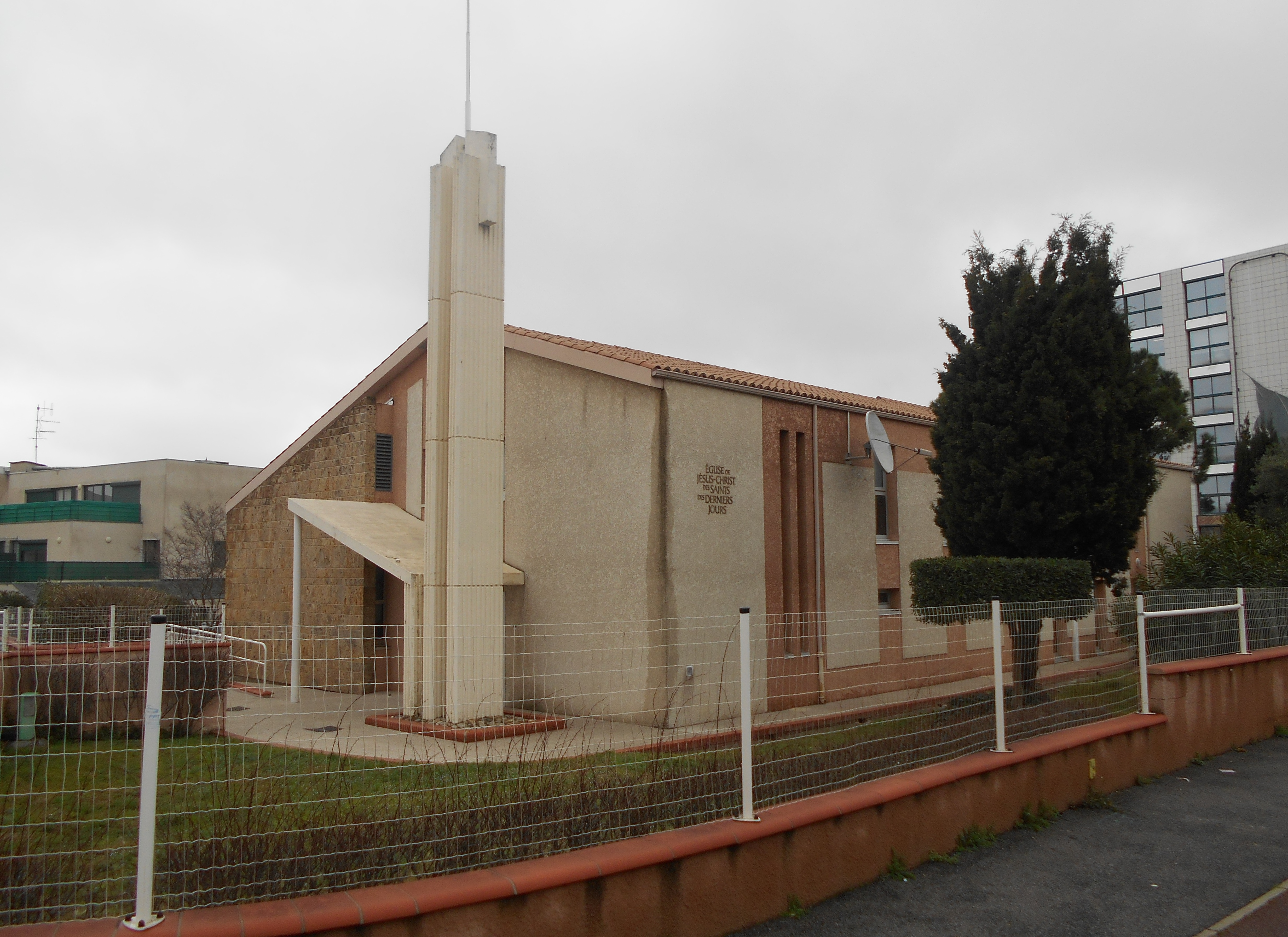
L'església dels Mormons de Perpinyà

L'Església de Jesucrist dels Sants dels Darrers Dies de Perpinyà és l'església de la congregació mormona de Perpinyà, a la comarca del Rosselló, de la Catalunya del Nord.
És a la zona del sud-est de la Lluneta, en el lloc on es troben les avingudes de John Fitzgerald Kennedy i de Pierre Cambres, entre els carrers d'Edne Manotte i de Philippe Lebon. L'adreça oficial és en el número 25 del darrer dels carrers esmentats.
L'Església Mormona vindica el retrobament del cristianisme original, per la qual cosa es consideren a part dels tres grans corrents del cristianisme tradicional: catolicisme, ortodòxia i protestantisme.
En aquesta església hi ha el contacte oficial amb l'associació Family Search per a la recerca genealògica.